# Полесје
Полесје или Пољесје (укр. Полісся, струс. Полѣсью), историјско-културна и физичко-географска је област и једно од највећих европских мочварних подручја у југозападном делу Источноевропске низије. Смештено је у подручју Полеске низије дуж токова Припјата и Десне. Заузима површину од око 130.000 km² на северу Украјине, југу Белорусије, источним деловима Лублинског Војводства Пољске и западне делове Брјанске области Русије. 

## Етимологија
У основи термина „Полесје“ на свим језицима лежи корен „лес” што алудира да је Полесје територија „под лесом“. По једној варијанти термин „лес“ је словенског порекла и означава шуму (рус. лес — „шума”), док је према другом схватању реч о балтичкој речи „pol-/pal-“ која у основи означава мочваран крај.
Према Федору Климчуку, Пољесјем би се могло назвати подручје у којем се шумска подручја наизменично мењају са великим мочварним подручјима.

## Границе области и географија
Највећи део Полесја обухвата подручја северне Украјине и крајњег југа Белорусије, те мање делове Војводства Лублинског у Пољској и Брјанске области у Русији. Област се налази у вегетационој зони мешовитих листопадних шума, а јужна граница области представља уједно и границу између листопадних шума и шумостепе. У основи мочварна област је обимним мелиоративним радовима у периоду од 60-их до 80-их година 20. века претворена у плодно обрадиво тло.

### Белоруско Полесје
Белоруско Полесје заузима јужне делове Брестске и Гомељске области површине око 61.000 km² (или нешто мање од трећине државне територије Белорусије). Регија се од запада ка истоку протеже дужином од око 500 km, док је ширина у просеку око 200 km. условно реченео дели се на западно и источно Полесје, а граница између њих су реке Јасељда и Горињ. 
Белоруско Полесје дели се на 5 физичко-географских целина: Брестско, Припјатско, Загородје, Мазирско и Гомељско. Белоруско Полесјео припада сливовима река Припјат, Шчара, Мухавец, Брагинка и Буг. Реке Дњепар и Буг су међусобно повезане каналом Дњепар-Буг који иде преко овог дела Полесја.

### Украјинско Полесје
Украјинско Полесје обухвата пространо подручје на сверу Украјине ширине око 100 km, и чини око 20% целокупне државне територије. Река Дњепар дели га на два дела Правобережно и Левобережно Полесје. 

### Лублинско Полесје
Полесју припадају источни делови Лублинског Војводства, крајеви уз средњи ток реке Буг. Западна граница пољског полесја иде реком Вепш.

## Демографске особености Полесја
Многи етнолози сматрају становнике Полесја посебном етничком групом независном од Украјинаца и Белоруса, означавајући их као Полешчуке.